# Liolaemus chaltin
Liolaemus chaltin är en ödleart som beskrevs av  Lobo och ESPINOZA 2004. Liolaemus chaltin ingår i släktet Liolaemus och familjen Tropiduridae. IUCN kategoriserar arten globalt som otillräckligt studerad. Inga underarter finns listade i Catalogue of Life.